# 676 (číslo)
Šest set sedmdesát šest je přirozené číslo. Následuje po čísle šest set sedmdesát pět a předchází číslu šest set sedmdesát sedm. Římskými číslicemi se zapisuje DCLXXVI a řeckými číslicemi χοϛ.

## Matematika
676 je
- Čtvercové číslo
- Deficientní číslo
- Druhá mocnina čísla 26
- Složené číslo
- Nešťastné číslo

## Astronomie
- (676) Melitta je planetka hlavního pásu, kterou objevil v roce 1909 Philibert Jacques Melott

## Ostatní
- +676 je mezinárodní telefonní předvolba Tongy

## Roky
- 676
- 676 př. n. l.